# 엘리스

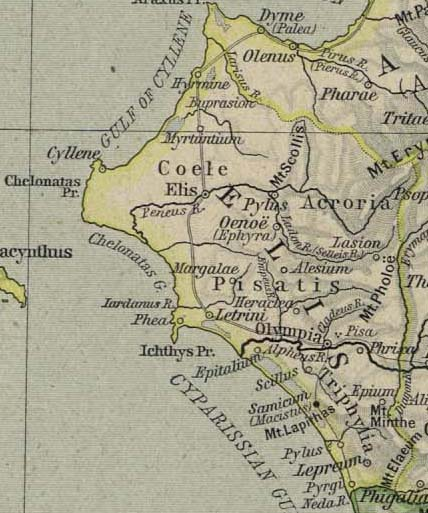
ㅂ

엘리스(고대 그리스어： Ἦλις, Ēlis, 도리스 사투리： Ἆλις, Alis, 엘리스 사투리： Ϝάλις, Walis, 영어：Elis 혹은 Eleia)는 고대 그리스의 지방으로 현재의 일리아 현 Ήλιδα, Ilida)에 해당된다. 그리스 남부의 펠로폰네소스반도에 있으며 북쪽으로 아하이아, 동쪽으로 아르카디아, 남쪽으로 메시니아, 서쪽으로는 이오니아해와 접하고 있다.

## 역사와 지리
제 1회 고대 올림픽은 기원전 8세기(전해지는 바에 따르면 기원전 776년)에 엘리스 당국에 의해 엘리스의 올림피아에서 개최되었다. 경기 심판인 헬라도니카이(Hellanodikai)는 엘리스 출신이었다.
지명 '엘리스'는 아마 '낮은 땅'이라는 의미였다고 생각되며 실제로 엘리스는 아하이아, 아르카디아와 다 같이 낮은 땅이었다. 산들은 아르카디아의 고지에 계속해서 있었으며 주요하천도 아르카디아의 샘이 수원지이다.
엘리스는 다음의 3개의 구역으로 나뉜다.
- 움푹 패인 땅 (Coele) - 엘리스의 저지이다. 최북단 지역으로 가장 면적이 넓다. 페네우스강(Peneus)과 그 지류인 라돈강(Ladon)이 흐르고 있다. 고대에는 소와 말이 유명했다.
- 피사티스(Pisatis) - 피사의 영역이다. 코엘레부터 남쪽의 알페이오스 강(Alfeios)의 오른쪽 강변에 퍼져있으며 올림피아가 여기에 있다.
- 트리필리아(Triphylia) - 세 부족의 토지이다. 알페이오스강의 남쪽부터 네다강(Neda)까지이다.

현대 엘리스는 아말리아다의 북동쪽으로 14km에 위치해있다. 고대유적 위에 건설되었으며 인구가 150명에 불과한 작은 마을이다. 최근 몇 년간 발굴해서 출토된 보물을 포함하고 있는 박물관이 있다. 게다가 고대 극장도 양호한 상태로 남아있다. 엘리스는 말의 사육과 올림픽 경기의 발상지로 유명하다.

## 출신자

### 운동선수
- 코로이보스 - 제 1회 올림픽의 금메달리스트
- 엘리스의 트로일러스(Troilus of Elis)

### 전설의 왕
- 살모네우스
- 아에틀리오스
- 엔뒤미온
- 에페이오스
- 아이톨로스
- 아우게이아스
- 암피마코스 - 트로이 전쟁의 엘리스 군 장수.
- 탈피우스 - 트로이 전쟁의 엘리스 군 장수
- 옥쉴로스

### 지식인
- 히피아스 (소피스테스)
- 엘리스의 파이돈
- 퓌론

## 참고 문헌
이 글에는 미국에서 만든 브리태니커 백과사전 제11판 본문을 포함하고 있다.